# سیارک ۲۸۹۲
سیارک ۲۸۹۲ (به انگلیسی: 2892 Filipenko، نامگذاری:1983AX2) دو هزار و هشتصد و نود و دومین سیارک کشف شده‌است که در ۱۳ ژانویه ۱۹۸۳ کشف شد.
قدر مطلق سیارک برابر ۱۰٫۲۰ است.